# Merwede
De Merwede is een getijrivier in de Nederlandse provincies Zuid-Holland en Noord-Brabant. Ze vormt de benedenloop van de rivier de Waal en behoort tot de belangrijkste stromen in de Rijndelta. Van 1273 tot 1904 was de Merwede ook de belangrijkste benedenloop van de Maas, totdat de laatste rivier bij Andel werd afgedamd nadat de Bergsche Maas was gegraven.
De Merwede begint bij Slot Loevestein (ten oosten van Woudrichem), waar de Waal en de Maas vroeger samenkwamen en waar de historische grens tussen Gelre en Holland ligt. Tegenwoordig vormt het eerste gedeelte van de Merwede, de Boven-Merwede, de grens tussen Zuid-Holland en Noord-Brabant. Bij Gorinchem neemt de Boven-Merwede het scheepvaartverkeer van de Linge en het Merwedekanaal op, het water van de Linge via het Kanaal van Steenenhoek bij Boven-Hardinxveld. De rivier verliest voorbij Werkendam het grootste deel van haar water aan de (kunstmatig tot stand gekomen) Nieuwe Merwede en heet vanaf dat punt Beneden-Merwede. Onder die naam bereikt de rivier Dordrecht, waar ze zich splitst in de Noord (de oorspronkelijke voortzetting van de Merwede) en de Oude Maas.
Langs de zeer druk bevaren rivier bevindt zich veel scheepsbouwindustrie, met name in Gorinchem, Werkendam, Hardinxveld-Giessendam en Sliedrecht. Historische steden langs de Merwede zijn Gorinchem, Dordrecht en Woudrichem.
De Boven-Merwede is geschikt voor scheepvaart CEMT-klasse VIc. De maximaal toegestane afmeting zijn 200 × 23,5 m.

## Historie
In de middeleeuwen stond de Merwede bekend als de Merwe. Deze naam werd ook voorbij Dordrecht gebruikt. De huidige Noord en Nieuwe Maas werden oorspronkelijk beschouwd als de benedenloop (en voortzetting) van de Merwe en hebben hun huidige namen veel later pas verkregen.

## Etymologie
De naam Merwede is afgeleid van een moerasbos silva Meriwido dat "meerwoud" of "moeraswoud" betekent. Dit bos tussen Maas en Waal wordt vermeld in de Kroniek van Kamerijk (Gesta Pontificum episcoporum Cameracensium) met een verwijzing naar gebeurtenissen in het jaar 1003, toen Friese kolonisten uit dit gebied overvallen pleegden op kooplieden uit Tiel. Elders is sprake van het Woud van Mircwidu (silva Mircwidu), dat 'donker woud' betekent. In de Kroniek van bisschop Thietmar von Merseburg wordt beschreven hoe een aantal Frisii uit Thyle (Tiel) zich in het jaar 1018 voor de Noormannen hadden verstopt in het woud van Mircwidu. Deze Friezen zaten daar verschanst in een oud fort. Vermoedelijk verwisselde de kroniekschrijver de naam van het bos echter met een legendarisch donker woud Miriquidi (lees Mirkwidu) in het Ertsgebergte.
Verschillende stormvloeden, waaronder de laatste grote Sint Elisabethsvloed in 1421, hebben dit gehele bos weggespoeld. De brede waterloop die daar ontstond kreeg de naam van het oude bos en heet sindsdien Merwede.
Volgens een achterhaalde 19e-eeuwse theorie zou de naam Merwede zijn afgeleid van *Merowe of *Merwe, dat "wijd water"  zou betekenen. Ook de Merovingische dynastie der Franken zou haar naam hebben ontleend aan de rivier de Merwede.